# Периферна васкуларна болест
Периферна васкуларна болест (ПВБ), периферна артеријска болест (ПАБ) или периферна артеријска оклузивна болест (ПАОБ), обухвата све акутне или хроничне поремећаје у снабдевању крвљу изван срца и мозга узроковане опструкцијом великих артерија у врату (каротидних и вертебралних), трбуху (мезентеричних и бубрежних), рукама и ногама.
Периферну васкуларну болест могу изазвати атеросклероза, запаљењски процеси у зиду артерија и емболуси или крвни угрушци унутар крвног суда праћени сужењем или зачепљењем лумена артерија, али и повреде крвних судова, артерија (манифестују се хеморагијом и/или исхемијом), вена (крварење) и лимфатика (лимфорејом). Периферна васкуларна обољења могу имати акутни и хронични ток. Лечења периферне васкуларне болести може бити: медикаментозно, ендоваскуларне процедуре, хируршко лечење, физикална терапија, адјуватна терапија...

## Епидемиологија
Морбидитет и морталитет
Обољења крвних судова спадају у групу најмасовнијих обољења савременог човека. Преваленца периферне васкуларне болести у општој популацији у свету, креће се између 12 и 14 процената, и расте са старењем и до 20 процената код особа старијих од 70 година. ПВБ је епидемиолошки истраживана у многим земљама, укључујући и неколико у Европи. У недавној студији која је обухватила популацију од 60 до 90 година у Шведској, преваленца ПВБ била је 18%, од чега су интермитентне клаудикације биле 7%. Преваленца критичне исхемије периферног мишића је регистрована у 0,4% испитаника преко 60 година старости у шведској студији. Процењена годишња инциденца критичне исхемије доњих удова креће се од 500 до 1.000 новооболелих на 1.000.000 становника, са већом инциденцом код пацијената са шећерном болешћу. 
Периферна васкуларна болест погађа сваког трећег дијабетичара старијег од 50 година. Бројна истраживања код дијабетеса (тип 1 и 2), показала су да је глукорегулације значајно више повезана са микроваскуларном болешћу него са макроваскуларним оштећењима великих крвних судова. То се објашњава чињеницом да патолошке промене у малим крвним судовима значајно више утичу на њихову већу осетљивост на хронично повишен ниво глукозе него што је то случај са атеросклерозом која се јавља у већим артеријама. Зато упркос велике преваленце, кардиоваскуларног ризика и могућих фаталних последица (мождани и срчани удар), само 25% пацијената са периферном васкуларном болести захтевају лечење. 
Код 70 до 80% оболелих болест је асимптоматска, а само је код малог броја оболелих потребна реваскуларизација или ампутација једног или оба уда.
Лице са периферном васкуларном болести, имају четири до пет пута већи ризик од срчаног или можданог удара. У студији (енгл. National Health and Nutrition Examination Survey (NHANES)) спроведеној од 1999. до 2000. утврђено је да периферна васкуларна болест „погађа“ око 5 милиона одраслих особа у САД.
Учесталост великих ампутација доњих удова, као последица ПВБ, на годишњем нивоу је између 120 до 500 на милион људи у општој популацији, од чега је отприлике једнак број ампутација изнад и испод колена. Прогноза за такве пацијенте је лоша. Исходи код двогодишњег праћења ампутација испод колена су 30% смртних исхода, 15% ампутација изнад колена, 15% контралатералних ампутација и код само 40% ампутација добија пуна покретљивост.
Животна доб
Учесталост ПВБ значајно је повезана са годинама старости: неуобичајена је пре 50 године, са постепеним порастом у старијој доби. Учесталост симптоматске ПВБ повећава се са старошћу, са око 0,3% годишње за мушкарце старости од 40-55 година, на око 1% годишње за мушкарце старије од 75 година. Од периферна васкуларна болест болује 12 до 20% Американаца старијих од 65 година.
Полне разлике
У недавној студији спроведеној у Немачкој, преваленца симптоматских и асимптоматских ПВБ код мушкараца старости 45-49 година је 3%, са порастом на 18,2% код мушкараца старости 70-75 година. Одговарајуће вредности за жене су 2,7% и 10,8%.
Однос преваленце између мушкараца и жена су несразмерне. Постоје, међутим, наговештаји о изједначавању инциденце између полова са старошћу. Израженији односи инциденце међу половима се све мање пријављују, али такође показују и снажну везу са старосном доби. У Фрамингхам студији инциденца интермитентних клаудикација расте са 0,4 на 1.000 мушкараца старости 35-45 година, са 6 на 1.000 мушкараца старости 65 и више година. Инциденца код жена (у истој студији) износила је отприлике половину у односу на мушкарце, али са приближавањем у старијој животној доби.

## Етиологија
| Начин живота                                                      | Биохемијске или физиолошке карактеристике           | Личне карактеристике                                                               |
| Исхрана богата мастима, холестеролом и калоријама                 | Повишен укупни холестерол у плазми (ЛДЛ холестерол) | Старост                                                                            |
| Злоупотреба дувана                                                | Повишен крвни притисак                              | Пол                                                                                |
| Физичка неактивност                                               | Повишени триглицериди у плазми                      | у породичној историји периферна васкуларна болест или нека друга васкуларна болест |
| Прекомерна употреба алкохола (умерена употреба може бити заштита) | Повишен шећер у крви Гојазност                      | У личној историји периферна васкуларна болест или коронарна болест                 |
| -                                                                 | Тромбогени фактори                                  | -                                                                                  |

Атероматозне промене су главни фактор који доводе до сужења лумена артерија. Процес у артеријама годинама напредује и на крају доводи до атрофије, исхемије и некрозе (гангрена) ткива која се из њих снабдевају крвљу. Клиничком збивања, која су директна последица атеросклерозе, у вези су са процесом оксидације ЛДЛ липида који бивају заробљени у екстрацелуларном простору субендотела. Ови оксидисани липиди активирају NFkB-like фактор транскрипције и индукују експресију гена који садрже рецепторе за NFkB. Протеински производи ових гена покрећу запаљењски одговор који води ка развоју масних наслага. Напредовање овог процеса је повезано са активацијом гена који индукују артеријску калцификацију, што доводи до промене механичких карактеристика зида артерије и предиспонира руптуру плака на местима која су инфилтрисана моноцитима. На местима руптуре плака, крв је изложена ткивном фактору што доводи до тромбозе.
Најважнији узроци за настанак и развој периферних васкуларних болести су;

### Пушење
Злоупотреба дувана у било ком облику је један од најважнијих спољашњих узрока ПВБ. У неколико епидемиолошких студија, показано је да је пушење важан фактор ризика и да је зависно од дозе тежина последица већа. Пушачи имају до десетоструко већи ризик за ПВБ у односу на непушаче. Испоставило се да је пушење већи фактор ризика за ПВБ него за исхемијску болест срца (ИБС), и у већини студија пацијенти са клаудикацијама били су пушачи у неком тренутку живота.
Доказано је да изложеност удисању дима из околине доводи до промена на крвним судовима због дејства (бутандион моноксида) који је претходник атеросклерозе. Ефекти никотина на крвне судове пушача су бројни, и карактеришу се: порастом систолног и дијастолног крвног притиска, убрзањем срчаног рада, повећаном потрошњом кисеоника, порастом минутног волумена, повећањем надражљивости миокарда, смањењем отпора коронарних крвних судова и повећањем протока (периферна вазоконстрикција у кожи и вазодилатација у мишићима). Никотин такође повећава агрегацију тромбоцита, повећава концентрацију глукозе, масних киселина, кортизола, вазопресина и бета ендорфина. Неки од наведених поремећаја представља факторе у настанку атерома и тромбозе крвних судова што погодује развоју ПВБ.
Престанак пушења је удружен са брзим опадањем инциденце клаудикација, која са изједначава са оном код непушача после годину дана од престанка пушења.

### Шећерна болест
Дијабетичари су у два до четири пута већем ризику од ПВБ због промена ендотела и глатке мускулатуре у периферним артеријама. Око 70% нетрауматских ампутација изведе се код дијабетичара. Посебном ризику за ампутацију изложено је око 30% дијабетичара пушача у року од 5 године од појаве болести.
Шећерна болест је други фактор ризика посебно важан за развој ПВБ. Ово је свакако тачно код развоја тежих обољења, посебно гангрена и улцерација, али и за интермитентне калудикације. Повезаност са дијабетесом може се упоредити са оном за ИБС. Подаци о повезаности дијабетеса са ПВБ су контрадикторни у светлу мултиваријантних анализа, али трајање и тежина дијабетеса погоршава ризик од настанка ПАБ.

### Дислипидемија
Дислипидемија – високе вредности укупног холестерола, ЛДЛ холестерола и триглицерида у директној су корелацији са појавом ПВБ.
| Ниво mg/dL | Ниво mmol/L | Тумачење резултата        |
| <150       | <1.69       | Нормалан ниво, мали ризик |
| 150-199    | 1.70-2.25   | Повећан ниво              |
| 200-499    | 2.26-5.65   | Висок                     |
| >500       | >5.65       | Врло висок (висок ризик)  |

| Ниво mg/dL | Ниво mmol/L | Тумачење                 |
| < 200      | < 5.0       | Пожељан ниво, мали ризик |
| 200–240    | 5.2–6.2     | Граница високог ризика   |
| > 240      | > 6.2       | Висок ризик              |

1. ЛДЛ холестерол, се назива још и "лош холестерол" – Већина људи би требало да тежи нивоу мањем од 100 мг/дл (< 2,6 mmol/l). Међутим, људи који већ имају болест срца и крвних судова треба да теже према вредности мањој од 70 мг/дл. (1,81 mmol/l),[16]
2. ХДЛ холестерол, је "добар холестерол". Ова врста холестерола прихвата лош холестерол и допрема га у јетру, где се филтрира и елиминише из тела. Тако ХДЛ холестерол смањује количину лошег холестерола у организму. Треба тежити да његова вредност буде 60 мг/дл (> 1,54 mmol/l)или више.
3. Триглицериди нису холестерол, већ врста „пливајуће“ масноће у крви. Као и са лошим холестеролом, особе са високим нивоом триглицерида имају повећан ризик од кардиоваскуларних болести. Циљ сваког болесника треба да буде вредност триглицерида мања од 150 мг/дл (< 1,7 mmol/l).

Када говоримо о високом ризику повишених вредности холестерола ми заправо мислимо на висок ниво ЛДЛ-лошег холестерола и триглицерида и низак ниво доброг ХДЛ холестерола. Иако је укупни холестерол (који је збир ЛДЛ и ХДЛ холестерола) испод 200 мг/дл већина лекара не фокусира се на овај број;
"Неко може имати укупни холестерол испод 200 мг/дл - што је ниже од просека за Американце - али да и даље има нездраве нивое ХДЛ или ЛДЛ холестерола," каже Laurence S. Sperling, MD,

### Хипертензија
Хипертензија - висок крвни притисак је у корелацији са повећањем ризика од настанка ПВБ, као и придружене коронарне и цереброваскуларне болести (са могућим инфарктом срца и можданим ударом).

### Остали фактори
У развоју периферна васкуларна болести у остале факторе ризика укључени су:
- разни запаљењски процеси артерија,
- измењене вредности параметара у крви (Ц-реактивни протеин, хомоцистеин и фибриноген),
- животна доб (код особа старијих од 50. живота),
- пол-особе (особе мушког пола су у већем ризику обољевања),
- подаци у личној историји болесника (да су им родитељи боловали од васкуларне болести, срчаног удара или можданог удара).

## Класификација
Периферна артеријска болест (ПАБ) је коришћен да опише све крвне судове, укључујући каротидне, вертебралне, мезентеричне, бубрежне, крвне судове горњих и доњих екстремитета и зато ће у овом тексту бити посебно приказана следећа специфична васкуларна подручја.
- Болест екстракранијалних каротидних и вертебралних артерија
- Болест мезентеричних артерија
- Болест реналних (бубрежних) артерија
- Артеријска болест горњих удова (UEAD)
- Артеријска болест доњих удова (LEAD)

## Локализација патолошког васкуларног процеса
| Локализација патолошког процеса                 | Клинички синдром                                                                        |
| ----------------------------------------------- | --------------------------------------------------------------------------------------- |
| Каротидне, пршљенске и интракранијалне артерије | Транзиторни исхемијски атаци, реверзибилни исхемијски дефицит, цереброваскуларни инсулт |
| Лук аорте и артерије. горњих удова              | Исхемије горњих екстремитета и шаке                                                     |
| Коронарне артерије                              | Ангина пекторис (стабилна и нестабилна)                                                 |
| Висцералне трбушне артерије                     | Трбушна ангина                                                                          |
| Бубрежне артерије                               | Бубрежноваскуларна хипертензија                                                         |
| Аорта, илијачне артерије, артерије доњих удова  | Морбус Лерих, клаудикације, бол у миру, гангрена доњих удова                            |

## Фазе у развоју ПАБ
Периферна васкуларна болест се обично дели у неколико фаза („Фонтенови нивои“), уведених од стране Др Рене Фонтена (Dr René Fontaine) 1954.;
- Прва фаза - блажи бол у току шетње (клаудикација-храмање),
- Друга фаза - тежи бол у току шетње на релативно краћим релацијама (интермитентна клаудикација-храмање),
- Трећа фаза - бол у току мировања (остале врсте бола),
- Четврта фаза - изумирање ткива (гангрена)

## Клиничка слика
- Бол, (клаудикациони интермитентни - храмање), слабост, утрнулост и грчеви у мишићима у једном или оба оболела екстремитета, у почетку само у току ходања а касније и у току мировања. Јавља се због смањеног протока крви кроз сужене артерије, и изазвано је појавом хипоксије.

- Скраћење „ходне пруге“; које је са напредовањем болести све веће, са честим застанцима у току ходања до попуштања бола и грчева у мишићима

- Кожни чиреви;су честа појава код периферна васкуларна болести. Ове ране, или улцерација споро или никако не зарастају.

- Промена боје коже, у виду видљивог плаветнила или бледила.

- Промена температура коже, која је нижа од температуре коже у односу на остале удове (хладни екстремитети, који „метафорично“ највише личе додиривању стакла на дну фрижидера.

- Смањен раст длака и ноктију на погођеним екстремитета честа је пропратна појава болести.

- Слаб или одсутан пулс, дистално од промена на крвним судовима.

## Дијагноза
Дијагноза васкуларних обољења поставља се на основу анамнезе, неинвазивних, инвазивних и посебних (ЦТ, НМР) поступака:
Анамнеза
Најпре анамнестички треба утврдити да ли се ради о акутној или хроничној исхемији. Заступљеност периферна васкуларна болест је десет пута већа на артеријама доњих у односу на артерије горњих удова а у две трећине случајева удружена са болести можданих и срчаних артерија.
Како у удовима постоји велика могућност развоја колатералне циркулације, анамнестички гледано симптоми се јављају релативно касно, па је примена ране дијагностике од непроцењиве важности.
Интермитентна клаудикација се дуго сматрала основном манифестацијом периферна васкуларне болести. Међутим, све је више студија које потврђују да многи оболели од периферне васкуларне болести немају никакве тегобе, док други имају симптоме који су другачији од интермитентне клаудикације.
Физикални преглед
Физикални преглед подразумева инспекцију (исхемија, трофичке промене на кожи итд), палпацију и аускултацију периферних артерија...
Дијагностички тестови
- Тест оптерећења,
- Тест реактивне хиперемије,
- Оклузивна венска плетизмографија,
- Дуплекс и триплекс ултрасонографија. Дуплекс ултрасонографија је значајна за детекцију флеботромбоза, тромбофлебитиса сафенофеморалне јункције, стенозе на каротидним артеријама и у откривању анеуризми аорте и других артерија.
- Доплер (ДИ, АБИ, АСПИ) индекси су нумеричка мера периферне артеријске инсуфицијенције. Неинвазивно тестирање, мерењем АСПИ (енгл. Ankle Systolic Pressure Index) - Индекс систолног притиска на чланку, клинички је стандард за дијагностиковање периферне васкуларне болести. Присуство периферне васкуларне болести се дефинише као АСПИ мањи од 0,90.[24][25][26]
- Компјутеризована томографија,
- Магнетна резонантна томографија,
- Ангиографија,
- Транскутано одређивање парцијалног притиска кисеоника,
- Лабораторијске анализе.

## Диференцијална дијагноза
- Анеуризма трбушне аорте
- Повреда зглоба, меког ткива, костију
- Бол у леђима,
- Дубоке венске тромбозе и тромбофлебитис
- Дискус хернија и други лумбални поремећаји
- Тромбофлебитис, септички
- Тромбофлебитис, површни
- (Повреде), периферних крвних судова

## Терапија
Ток и тежине болести одређује даљи начин лечења. Њен благ ток или пак немогућност предузимања реконструктивног хируршког лечења сугеришу конзервативно лечење: прекид пушења, лечење дијабета, корекција евентуалних метаболичких поремећаја (хиперлипидемија), лечење хипертензије, кориговање хиперкоагулабилних стања, прилагођавање услова живота (избегавање хладног и влажног, форсиране шетње и преко границе бола , хигијена ногу и слично), као и медикаментозна потпора (хеморолошка терапија, антиагрегантна терапија, неки пут антикоагулантна, а све чешће примена простагландинских препарата). 
Најчешће наведени вид лечења има улогу пролонгирања почетних фаза болести, али може бити и адјувантна у постоперативном периоду, и тако побољшати резултате хируршког рада.
Оперативно лечење је веома успешан начин лечења клаудикација, али и метода спасења екстремитета у случају критичне исхемије. Међутим иако радикална у основи, представља палијативно лечење, јер збрињава оне сегменте артеријског стабла који су најзахваћенија болешћу. Међутим сам процес напредује и даље, те узрокује нове промене на до тада незахваћен сегментима. Сама природа обољења (атеросклероза), још увек не допушта каузалну терапију, већ се утицањем на редукцију ризичних фактора евентуално може успорити његово напредовање.

### Конзервативна терапија
Одвикавање од пушења
Пушење дувана је главни узрок периферне артеријске болести и можданих удара, код којих се она јавља око 10 година раније него код непушача. Према подацима Америчког центра за контролу болести и превенцију, болести крвних судова и срца изазване пушењем главни су узрок смрти у Сједињеним Државама, код мушкараца и жена. Ово удружење такође сугерише да просечан пушач умре готово седам година пре непушача и да је зато одвикавање од пушења вероватно најважнији корак ка смањењу ризика за настанак периферне васкуларне болести.
Редовна физичка активност
Посебно вежбе и редовна пешачења помаже ширењу малих крвних судова, продужава ходну пругу и смањује учесталост клаудикација (грчева).
Физикална терапија и рехабилитација
Примена ове методе регулише:
- Метаболизам холестерола и триглицерида,
- Смањује запаљењске промене и едеме,
- Већи проток крви кроз мишиће,
- Развој колатералних крвних судова.

Хигијенско дијететски режим
У зависности од телесне тежине, нивоа липида, крвног притиска и осталих фактора ризика, препоручује се одговарајући дијететски режим. Код већине болесника може се применити неки од следећих режима:
- Велика разноврсност унетих намирница
- Рестрикција калорија код прекомерне тежине (заступљеност масти <30% калорија),
- Исхрана са доста воћа, поврћа и цереалија,
- Ограничен унос алкохола (дневно максимално једна чаша вина, или једна чаша пива или 30 ml жестоког пића)
- Мање од 5 гр./24. часа соли, код хипертоничара,
- Не више од 1/3 масти из засићених извора са делимичном супституцијом са поли и мононезасићеним мастима.

### Лекови
- Лекови као што су аспирин, клопидогрел и статини, смањују холестерол и формирање угрушака, могу успорити развој болести и појаву компликација.
- Антихипертоници имају за циљ да нормализују повишен крвни притисак (диуретици, бета блокатори, АЦЕ инхибитори итд)
- Вазодилататори (шире лумен крвих судова и повећавају њихов проток)
- Лекови за лечење шећерне болести (имају за циљ корекцију нивоа шећера у крви)
- Поливитаминска терапија

### Хируршко лечење
Од хируршких метода у лечењу периферне васкуларне болести примењују се;
- Реконструкција оболелог сегмента артерије,
- Ендартеректомија,
- Симпатектомија.
- Делимична ампутација (примењује се у поодмаклом стадијуму ПВБ, када ниједна друга метода лечења не даје резултате).

### Хипербарична оксигено терапија
Код периферне васкуларне болести, у чијој основи поремећаја је ткивна исхемија, смањено снабдевања кисеоником може се компензовати ХБОТ. Брзина дифузије кисеоника из крви, кроз зид капилара, у ткивну течност и ћелију, зависи од разлике притиска између крвне плазме и ћелије ткива. Сумњу да кисеоник делује вазоконстрикторно, оповргла су многа истраживања која су доказала да кисеоник на 2 бар-а не делује вазоконстрикторно све док се недостатак кисеоника у ткивима не поправи.
Применом ХБОТ постиже се;
- повећан довод кисеоника до хипоксијом угрожених ткива и ћелија,
- смањује нагомилавање млечне киселине и других матаболита у мишићима,
- развој колатералне циркулације,
- повећање функционалне способности екстремитета.

У комбинацији која укључују вазодилататоре, инфузије простагландина, симпатичку денервацију, хируршке реваскуларизационе процедуре и рехабилитацију ХБОТ даје изврсне резултате. У току ХБО третмана, ослобађање од бола постиже се обично већ после 6 сеанси а дужина хода без тегоба повећава се у преко 90% случајева. Код артериосклеротичних улцерације, зарастање је постигнуто у 50% случајева након 10 до 30 ХБО сеанси.
Примена ХБОТ код ПВБ препоручује се увек код I и II степена, пре и пост оперативно код III степена, а код IV степена уколико има изгледа на успех.

## Компликације
Најопаснија компликација периферне васкуларне болести је тешка ганграна као последица исхемије која доводи до ампутације удова.
Студије на великим групама болесника са клаудикацијом показале су да се гангрена удова, због које је извршена ампутација јавља код 1,6% до 12,2% болесника, након 8,3 до 10 година од дана дијагностиковања болести.

## Галерија
- Промене на кожи болесника са периферном васкуларном болешћу